# Li Zhengyu
Li Zhengyu (chinesisch 李正育, Pinyin Lǐ Zhèngyù; * 29. August 1989) ist ein ehemaliger chinesischer Eishockeyspieler, der bis 2017 bei China Dragon in der Asia League Ice Hockey unter Vertrag stand.

## Karriere
Li Zhengyu begann seine Karriere als Eishockeyspieler in der Amateurmaßnahme aus Qiqihar. Höherklassig spielte er erstmals bei China Dragon in der Spielzeit 2010/11 der Asia League Ice Hockey gab. In der Folgezeit spielte er erneut zwei Jahre in Qiqihar. Nachdem er 2013 mit der Mannschaft chinesischer Meister geworden war, kehrte er zu China Dragon zurück, wo er 2017 seine Karriere beendete.

### International
Für China nahm Li Zhengyu im Juniorenbereich an der U18-Weltmeisterschaft der Division III 2007 sowie den U20-Weltmeisterschaften der Division III 2007 und der Division II 2008 und 2009 teil.
Im Seniorenbereich stand der Stürmer im Aufgebot Chinas bei den Weltmeisterschaften der Division II 2013, 2014, als er zum besten Spieler seiner Mannschaft gewählt wurde, 2015, 2016 und 2017. Zudem vertrat er seine Farben bei der Olympiaqualifikation für die Winterspiele in Pyeongchang 2018 und bei den Winter-Asienspielen 2011 und 2017.

## Erfolge und Auszeichnungen
- 2007 Aufstieg in die Division II bei der U18-Weltmeisterschaft der Division III
- 2007 Aufstieg in die Division II bei der U20-Weltmeisterschaft der Division III
- 2013 Chinesischer Meister mit der Mannschaft aus Qiqihar
- 2015 Aufstieg in die Division II, Gruppe A, bei der Weltmeisterschaft der Division II, Gruppe B
- 2017 Aufstieg in die Division II, Gruppe A, bei der Weltmeisterschaft der Division II, Gruppe B

## Asia-League-Statistik
(Stand: Ende der Saison 2016/17)